# Un Beso
"Un Beso" (em portugues: Um Beijo) é um single oficial da carreira do cantor pop norte-americano Pee Wee, sendo o primeiro lançado em seu segundo álbum, intitulado Déjate Querer. Lançada oficialmente em 19 de outubro de 2010, pela EMI Music, a canção foi composta pelo cantor e marcou seu maior sucesso no pais ao estrear na posição dezesseis.

## Faixas
- CD single/Digital download

1. "Un Beso" – 3:42
2. "Un Beso (Remix) - 4:19

## Posições
| Parada (2010)              | Posição |
| -------------------------- | ------- |
| México Los 40 Priincipales | 16      |